# Joachim Speidel

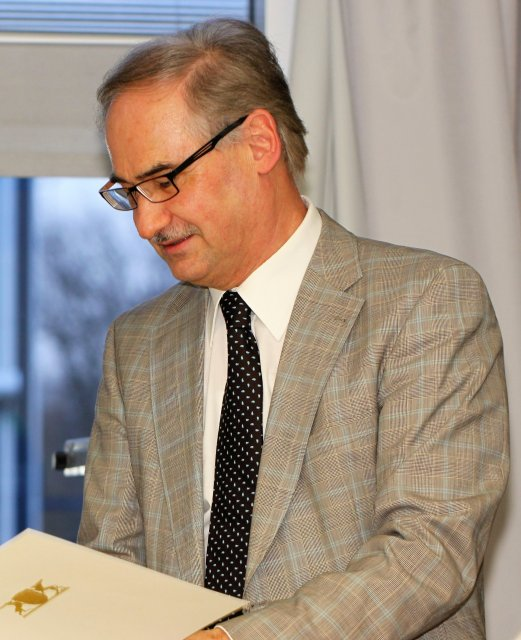
Joachim Speidel

Joachim Speidel (* 17. November 1947 in Plüderhausen bei Stuttgart) ist ein deutscher Ingenieur und Professor für Nachrichtenübertragung. Er gehört zu den Pionieren, die das Fachgebiet Telekommunikation in Lehre und anwendungsorientierter Forschung mitgeprägt haben.

## Leben
Nach der Hochschulreife und einem zweijährigen Praktikum im Unternehmen Deutsche Telekom studierte Joachim Speidel ab 1969 Elektrotechnik mit Schwerpunkt Theoretische Nachrichtentechnik an der Universität Stuttgart und legte hier 1974 die Diplomprüfung mit Auszeichnung ab.
Nachfolgend war er am Institut für Netzwerk- und Systemtheorie der Universität Stuttgart bei Ernst Lüder als Wissenschaftlicher Assistent auf dem Gebiet der Digitalen Signalverarbeitung tätig und promovierte 1980 über „Schnelle automatische und rekursive Entzerrer sowie Impulsformer für die Datenübertragung“ mit Auszeichnung.
Er ist mit der Lehrerin Margrit Speidel, geb. Bartok, verheiratet, und das Ehepaar hat drei erwachsene Söhne.

## Industrietätigkeit
Anschließend folgte eine zwölfjährige Industrietätigkeit bei der Philips Kommunikations Industrie AG in Nürnberg in verschiedenen Positionen: als Ingenieur für Forschung und Entwicklung, als Leiter von Labors sowie als Direktor eines Produktbereichs für Fernsehübertragung und Teilnehmerzugangsnetze.
In dieser Zeit hat er mit seinem Team auch wesentliche Beiträge zur internationalen Standardisierung von Video-Codierverfahren geleistet und den ersten Codierer für Bewegtbilder mit Bitraten bis 2 Mbit/s nach dem ITU-Standard H.261 als Produkt realisiert, auf dem die heutigen Standards MPEG und H.264 aufbauen.

## Wirken als Professor
1992 wurde er als Nachfolger von Wolfgang Kaiser als Professor an die Universität Stuttgart berufen und Leiter des Instituts für Nachrichtenübertragung (INÜ). Dort befasst er sich mit dem breiten Gebiet der Nachrichtenübertragung quer durch alle Netztechnologien, wie elektrische, optische und Mobilfunknetze. Schwerpunkte sind Codierung und Modulation sowie Multiple-Input-Multiple-Output-Systeme (MIMO).
Anwendungsbereiche seiner Forschungsarbeiten sind Inhaus- und Fabriknetze mit kabelgebundener Übertragung, Datenübertragung über die Energieversorgungsleitungen, optische Datenübertragung über Plastikfasern für Multimediaanwendung in Fahrzeugen, und sehr schnelle optische Übertragung über Glasfasern mit Multi-Gigabit pro Sekunde für die Datenautobahnen.
Besonders befasst er sich auch mit den Herausforderungen des modernen breitbandigen Mobilfunks. Hierzu gehören leistungsfähige Sende-, Empfangs- und Modulationsverfahren, Algorithmen zur Schätzung der statistischen Kanalparameter und Systeme mit Multiple-Input-Multiple-Output (MIMO), die bei Verwendung mehrerer Antennen beim Sender und Empfänger eine wichtige Rolle spielen.
Aus den theoretischen und anwendungsbezogenen Forschungsarbeiten von Joachim Speidel sind zahlreiche wissenschaftliche Veröffentlichungen hervorgegangen.
Joachim Speidel war von 1996 bis 1998 Dekan der Fakultät Elektrotechnik und Informationstechnik, seine Nachfolge hat der Automatisierungs- und Softwaretechniker Peter Göhner übernommen, der anschließend als Prorektor wirksam war. Von 2010 bis 2013 war Speidel erneut Dekan der nunmehr vergrößerten Fakultät Informatik, Elektrotechnik und Informationstechnik sowie auch Mitglied des Erweiterten Rektorats der Universität Stuttgart (Rektor: Wolfram Ressel). Als zweifacher Dekan hat er die Fakultät auf den Gebieten Elektrotechnik, Informationstechnik, Informatik an der Universität Stuttgart fortentwickelt und profiliert.
Mit Erreichen der Altersgrenze wechselte Speidel auf eine Forschungsprofessur am Institut für Nachrichtenübertragung. Als ein Pionier der Kommunikationstechnik sieht er dieses Fachgebiet keineswegs als abgeschlossen an, und daher arbeitet er weiterhin am wissenschaftlichen Vorlauf für künftige Lösungen im Kontakt mit Industrie- und Forschungspartnern. Dabei stützt er sich mit seinem Team auf interdisziplinäre Wissenschaftskooperationen, insbesondere auch mit anwendungsorientierten Fachgebieten wie Industrielle Kommunikationstechnik (Leipzig, Professuren Werner Kriesel und Tilo Heimbold) sowie Schaltungstechnik (Rostock, Professur Helmut Beikirch). Als sein Nachfolger auf dem Lehrstuhl und in der Leitung des Instituts für Nachrichtenübertragung wurde Stephan ten Brink berufen.

## Gremientätigkeit (Auswahl)
- 1984–1989 Mitglied der Specialists Group on Coding for Visual Telephony (VCEG) der International Telecommunications Union (ITU) zur Entwicklung und Standardisierung der Videocodierung nach H.261.
- 1984–1989 Mitglied von Arbeitsgruppen des European Telecommunications Standards Institute (ETSI).
- 1989–1997 Leiter der Fachgruppe Digitale Bildcodierung der Informationstechnischen Gesellschaft (ITG) im VDE.
- 1992–2010 Mitglied des Forschungsausschusses des Münchner Kreises
- 2000–2008 Wissenschaftlicher Gutachter für das Bundesministerium für Bildung und Forschung
- Laufend: Wissenschaftlicher Gutachter für das Forschungsministerium in Norwegen und Hongkong sowie der Europäischen Union.
- 2006–2008 Mitglied des Vorstands der Informationstechnischen Gesellschaft (ITG) im VDE.
- 2009–2011 Mitglied des Vorstands und stellv. Vorsitzender der Informationstechnischen Gesellschaft (ITG) im VDE.
- 2000–2013 Mitglied des Vorstands und stellv. Vorsitzender der Vereinigung von Freunden der Universität Stuttgart (Vorsitzender: Volkmar Denner, Robert Bosch GmbH) und weiterer gemeinnütziger Stiftungen zur Förderung von Studium und Wissenschaft.

## Ehrungen (Auswahl)
- Seit 2007 Gastprofessor an der Nanjing University of Science and Technology, Nanjing, VR China.
- 2013 Ehrenmedaille der Wandel & Goltermann Foundation für Verdienste im Stiftungsvorstand.
- 2015 VDE-Ehrenmedaille für besondere Verdienste als Vorstandsmitglied und Preisprüfer wissenschaftlicher Arbeiten der Informationstechnischen Gesellschaft (ITG).

Die wissenschaftlichen Arbeiten seines Teams an der Universität Stuttgart wurden mit verschiedenen Preisen ausgezeichnet:
- Vodafone Innovationspreis,
- Preis der Informationstechnischen Gesellschaft (ITG) im VDE,
- Preis der Fernseh- und Kinotechnischen Gesellschaft,
- mehrere Best Paper Awards des IEEE,
- Preis der Vereinigung von Freunden der Universität Stuttgart,
- Japan Society for the Promotion of Science Grant.

## Veröffentlichungen (Auswahl)
- Schnelle automatische und rekursive Entzerrer sowie Impulsformer für die Datenübertragung. Hochschulverlag Freiburg 1981, ISBN 3-8107-2140-9.
- (Hrsg.): Mobilität und Telekommunikation. Hüthig, Heidelberg 1998, ISBN 3-7785-2725-8.
- (Hrsg.): Zugangsnetze im Wettbewerb. Hüttig-Verlag, Heidelberg 2000, ISBN 3-7785-3945-0.
- Die leitergebundene Informationsübertragung. In: Joachim-Felix Leonhard (Hrsg.): Medienwissenschaft – ein Handbuch zur Entwicklung der Medien und Kommunikationsformen. Teil 2, de Gruyter, Berlin 2001, S. 1323 ff. books.google.ch
- mit R. Schur und S. Pfletschinger: DMT modulation. In: J. G. Proakis (Hrsg.): Encyclopedia of Telecommunications and Signal Processing. Wiley & Sons, 2002.
- (Hrsg.): Neue Kommunikationsanwendungen in modernen Netzen. VDE-Verlag, Berlin, Offenbach 2002, ISBN 3-8007-2680-7.
- (Hrsg.): Zukunft durch Informationstechnik: schnell – mobil – intelligent; Informationstechnik für Menschen – 50 Jahre ITG. VDE-Verlag, Berlin, Offenbach 2004, ISBN 3-8007-2825-7.
- Multiple Input multiple Output (MIMO) – drahtlose Nachrichtenübertragung hoher Bitrate und Qualität mit Mehrfachantennen. Verlag für Wissenschaft und Leben Heidecker, Erlangen 2005.
- mit J. Eberspächer (Hrsg.): Wachstumsimpulse durch mobile Kommunikation. Springer-Verlag, 2007, ISBN 978-3-540-72145-1.
- mit H. Droste und P. Frank: LTE-Advanced. In: Technology Radar Edition III/2010, Feature Paper Next Generation Mobile Networks, (R)evolution in Mobile Communications. Deutsche Telekom AG, Laboratories, Berlin 2010, lti.ei.tum.de
- Introduction to Digital Communications. Signals and Communication Technology. Springer 2018, ISBN 978-3-030-00547-4, ISBN 978-3-030-00548-1 (E-Book).